# Aleya Bettaïb
Aleya Bettaïb, né le 3 avril 1958 à Nabeul, est un ingénieur, homme d'affaires et homme politique tunisien. Il est secrétaire d'État auprès du ministre de l'Investissement et de la Coopération internationale, Riadh Bettaieb, de décembre 2011 à mars 2013.

## Biographie

### Études
Aleya Bettaïb obtient une maîtrise en sciences physiques à la faculté des sciences de Tunis en 1982, un master en génie pétrolier à l'université de Californie du Sud (États-Unis) en 1985 et un master en économie-gestion à l'université de Hiroshima (Japon) en 1992.   

### Carrière professionnelle
Entre 1985 et 1989, il est ingénieur spécialisé dans la modélisation numérique et la simulation des champs pétroliers à l'Entreprise tunisienne d'activités pétrolières. Entre juillet 1992 et 1999, il est chargé de mission auprès du ministre de la Coopération internationale et de l'Investissement extérieur, en tant que responsable des investissements asiatiques.
Depuis 2000, il est le PDG de la Société de développement et d'investissement du Cap Bon, une société d'investissement à capital risque (SICAR) dédiée aux petites et moyennes industries à haute valeur ajoutée. En octobre 2004, il devient président de l'Association professionnelle des SICAR de Tunisie. En février 2005, il est nommé membre exécutif de l'Association arabe du capital risque. En décembre 2011, il devient secrétaire d'État auprès du ministre de l'Investissement et de la Coopération internationale Riadh Bettaieb ; tous deux quittent le gouvernement en mars 2013.

## Vie privée
Il est marié et père de deux enfants.